# Нярінга
Нярінга (лит. Neringa) — місто на Куршській косі на крайньому заході Литви, на березі Балтійського моря і Куршської затоки. Фактично складається з чотирьох селищ, які були об'єднані в одну адміністративну одиницю. Утворене у 1961 році. Нярінга витягнута уздовж моря на 50 км; об'єднує селища Юодкранте, П'ярвалка, Прейла і Ніда (адміністративний центр). Двома поромними переправами сполучається з Клайпедою.

## Історія
Перші згадки про поселення Ніда (Нідден) в хроніках Тевтонського ордена відносяться до 1429 і 1497 років, проте тодішня Ніда знаходилася за два кілометри на південь від нинішнього селища. Через загрозу від блукаючих дюн в 1784 році селище було перенесене на своє нинішнє місце.
У 1874 році на дюні Урбас був побудований маяк. Пізніше під час Першої світової війни він був зруйнований німецькими військами. За Версальським мирним договором (1919) північна частина Куршської коси в 1920 була передана під контроль Антанти разом з Клайпедським краєм. У 1923 році ці території були анексовані Литвою. У 1939 році повернуті Німеччині, а після Другої світової війни увійшли до складу Литовської РСР. Ніда й інші селища на литовській половині Коси (Юодкранте, Прейла і П'ярвалка) у 1961 році були об'єднані в єдине місто Нярінга, для спрощення адміністративного управління селищами, які, будучи розташовані на відстані декількох кілометрів один від одного, ніколи не утворювали єдине місто.
У 2000 р. Куршська коса була включена в Список всесвітньої природної спадщини ЮНЕСКО як один з найбільш красивих і унікальних ландшафтів Європи.